# 自信回復TV 胸はって行こう!
『自信回復TV 胸はって行こう!』（じしんかいふくテレビ むねはっていこう）は、2002年10月22日から同年11月19日までフジテレビ系列局で放送されていたフジテレビ製作のバラエティ番組である。放送時間は毎週火曜 19:00 - 19:54 （日本標準時）。

## 概要
何らかのコンプレックスを抱えている人々が自信を取り戻すべく、自ら決めた目標の達成に挑む様子を放送していた番組。
番組の視聴率は3%台を記録し、計5回で打ち切られた。それまでキー局製作レギュラーバラエティ番組の放送期間最短記録を保持し続けていた『ゴールデン・ショット』→『大爆発!ダイナマイトサウンズ』（日本テレビ）の2か月と2日を大きく下回る29日を記録。バラエティ番組以外を含めても、同じフジテレビ系のドラマ『ピーマン白書』が記録した6回・放送開始から50日（ゴールデンでは第5話までと第9話を放送、飛ばされた途中分は後日深夜に放送）を下回っている。その記録は、2013年10月23日放送の『マツコの日本ボカシ話』（TBS）のわずか1回（実質的に特別番組扱い）に抜かれるまで保持し続けていた。

## 出演者

### 司会
- 和田アキ子
- 薬丸裕英

### 進行
- 渡辺和洋（フジテレビアナウンサー）

## スタッフ
- 演出：宮本忠浩
- プロデューサー：金田耕司、栗林堅太郎
- 制作協力：共同テレビ